# 暗胸朱雀
暗胸朱雀（学名：Procarduelis nipalensis）为雀科朱雀属的鸟类。分布于克什米尔、尼泊尔、不丹、锡金、印度、缅甸以及中国大陆的甘肃、四川、云南、西藏等地，一般生活于高山以及栖息于亚热带常绿阔叶林、松柏林、矮灌丛和高山草地上。该物种的模式产地在尼泊尔。

## 亚种
- 暗胸朱雀指名亚种（学名：Procarduelis nipalensis nipalensis）。在中国大陆，分布于甘肃、四川、云南、西藏等地。该物种的模式产地在尼泊尔。[3]